# المدرسة العليا للدراسات التجارية (المغرب)
تأسست المدرسة العليا للدراسات التجارية (بالفرنسية: l’École des Hautes Études Commerciales)‏، المعروفة اختصاراً باسم (HEC) المغرب، عام 1988، وهي كلية أعمال مغربية تابعة للتعليم العالي الخاص. تقوم المدرسة بتدريب الطلاب على التمويل والتسويق والاتصال والتوزيع والمحاسبة والرقابة والتدقيق والاستراتيجية. وتمنح المؤسسة شهادات بكالوريا +3 وبكالوريا +5 معتمدة.
منذ عام 2015، يقع مقر المؤسسة في حي الرياض، مركز الأعمال الجديد في الرباط. وتركز على مهن التسويق والاتصالات والإدارة والتمويل.

## دورات البكالوريا +3
- إدارة الأعمال
- التواصل والتسويق.

## دورات البكالوريا +5
- إدارة التسويق والتوزيع
- المحاسبة والرقابة والتدقيق (CCA)
- العلوم المالية والمصرفية

## الشراكات
فرنسا
- جامعة بليز باسكال (UBP) - كليرمون فيران
- مجموعة لاروشيل للتعليم العالي
- المعهد الأورومتوسطي لعلوم المخاطر (IEMSR) - صوفيا أنتيبوليس

الولايات المتحدة
- جامعة كاليفورنيا، ريفرسايد

## وصلات خارجية
- الموقع الرسمي